# Fauville-en-Caux
Fauville-en-Caux je francouzská obec v departementu Seine-Maritime v regionu Normandie. V roce 2009 zde žilo 2 147 obyvatel. Je centrem kantonu Fauville-en-Caux.